# DBU Pokalen 2025-26
DBU Pokalen 2025-26 (også kendt som Oddset Pokalen 2025-26 af sponsorhensyn) er den 72. udgave af DBU Pokalen.
Turneringens finale spilles Kristi himmelfartsdag, den 14. maj 2026 i Parken.
Lavest rangerende hold har hjemmebane, men kan vælge at afvikle kampen på en anden bane, hvis der kan opnås enighed med modstanderen. Dette er typisk først relevant fra 3. runde, når de højest rangerende superligaklubber træder ind i turneringen. Fx blev kampen Hillerød-FCM i 3. runde afviklet på MCH Arena i Herning, selv om Hillerød havde hjemmebane.

## Spilledage og struktur
Turneringens kampe afvikles således:
- 1. runde: 5. - 7. august 2025 (lodtrækning: Tirsdag d. 8. juli kl. 12:00)
- 2. runde: 2. – 4. september 2025 (lodtrækning: 11. august kl. 14:00)
- 3. runde: 23. – 25. september 2025 (lodtrækning: TBA)
- 4. runde: 28. - 30. oktober. 2025 (lodtrækning: TBA)
- Kvartfinaler: 1. kamp: 2. – 4. december 2025, 2. kamp: 13. – 14. december 2025
- Semifinaler: 1. kamp: 11. - 12. februar 2026, 2. kamp: 7. - 8. marts 2026
- Pokalfinale: 14. maj 2026 i Parken

| Runde | Antal hold i runden | Fortsættende hold | Nye hold i runden | Opmærksomhedspunkter |
| ----- | ------------------- | --- | --- | --- |
| 1     | 92                  | 56 hold. Holdene kommer fra kvalifikationskampene i Danmarksserien, DBU Bornholm, DBU Fyn, DBU Jylland, DBU København, DBU Lolland-Falster og DBU Sjælland. | 36 nye hold. Nr. 11 og 12 fra Superligaen, nr. 3-12 fra 1. division, samt alle holdene fra 2. division og 3. division. | Holdene deles i en række geografiske puljer. |
| 2     | 52                  | 46 vindere fra 1. runde. | 6 nye hold. Nr. 7 - 10 fra forårets Superliga samt nr. 1 og 2. fra forårets 1. division.                               | Holdene deles i to lige store puljer; øst og vest. Klubberne fra Superligaen kan ikke møde hinanden.                                                                                                  |
| 3     | 32                  | 26 vindere fra 2. runde. | 6 nye hold. Nr. 1 - 6 fra forårets Superliga.                                                                          | Klubberne fra Superligaen kan ikke møde hinanden. Hvis sidste års pokalvinder ikke er blandt nr. 1-6 fra Superligaen indtræder holdet i 3. runde og nummer seks fra Superligaen indtræder i 2. runde. |
| 4     | 16                  | 16 vindere fra 3. runde. | | |
| 5     | 8                   | 8 vindere fra 4. runde. | | Kvartfinalerne spilles over to kampe (ude og hjemme). |
| 6     | 4                   | 4 vindere fra 5. runde. | | Semifinalerne spilles over to kampe (ude og hjemme). |
| 7     | 2                   | 2 vindere fra 6. runde. | | Finalen afgøres i én kamp, der spilles Kristi himmelfartsdag, den 14. maj 2026 i Parken. |

## Runder
| Hold fra Superligaen 2024-25 | Hold fra 1. division 2024-25 | Øvrige hold |

### Runde 1
| Hjemmehold             | Udehold               | Resultat |
| ---------------------- | --------------------- | -------- |
| Allerød Fodbold Klub   | Brønshøj Boldklub     | 2-4      |
| Gørslev IF             | Næstved BK            | 2-1      |
| Boldklubben Viktoria   | Hillerød Fodbold      | 0-5      |
| Tårnby FF              | FA 2000               | 0-1      |
| Husum Boldklub         | Holbæk B&I            | 1-6      |
| Ishøj IF               | Fremad Amager         | 2-1      |
| NB Bornholm            | Gentofte-Vangede IF   | 0-2      |
| Ringsted IF            | Nykøbing FC           | 7-6      |
| LUIF                   | Boldklubben Skjold    | 0-7      |
| Raklev GI              | Avarta                | 2-0      |
| Vallensbæk IF          | FC Nakskov            |          |
| Hvidovre IF            | HB Køge               | 4-3      |
| Kastrup Boldklub       | FC Roskilde           | 0-2      |
| FC Kalunborg           | Stenløse Boldklub     |          |
| Ålholm IF              | B93                   | 0-10     |
| Øresunds Klubfodbold   | Vanløse IF            | 0-5      |
| Frem Sakskøbing        | Sundby Boldklub       | 1-6      |
| Brøndby Strand IK      | Nerashté Ballerup     |          |
| FC ESPM                | Tune IF Fodbold       | 1-2      |
| FC Helsingør           | Lyngby Boldklub       | 0-1      |
| Fredensborg BI         | HIK Fodbold           | 1-3      |
| FC Rudersdal           | AB Gladsaxe           | 1-3      |
| Ledøje-Smørum Fodbold  | BK Frem               | 1-0      |
| Marstal/Rise           | Tved BK               |          |
| KFUM.s Boldklub Odense | Kolding IF            | 0-4      |
| Bramming Boldklub      | SfB-Oure FA           | 3-2      |
| Boldklubben Chang      | Kolding Boldklub      | 0-3      |
| BV Oksbøl              | Billund IF            | 4-1      |
| FC BiH Odense          | FC Horsens            |          |
| OKS                    | Middelfart G&B        | 2-3      |
| B1909                  | FC Sønderborg         | 1-0      |
| FC Skanderborg         | Kjellerup IF          | 4-0      |
| Boldklubben Marienlyst | Esbjerg fB            | 1-2      |
| Næsby Boldklub         | AC Horsens            |          |
| ASA, Aarhus            | IF Lyseng             | 1-2      |
| Skibsby-Højene IF      | Aarhus Fremad         | 0-3      |
| Holstebro Boldklub     | Odder IGF Fodbold     | 2-4      |
| Nørager Boldklub       | VSK Aarhus            | 1-6      |
| Vendsyssel FF          | AaB                   | 1-2      |
| Brabrand IF            | Skive IF              | 0-3      |
| Grenaa IF              | Young Boys FD         | 0-3      |
| Snejbjerg S. G. & I.   | Vejgaard Boldspilklub | 0-6      |
| Farsø/Ullits IK        | Nørresundby FB        | 4-3      |
| Skovsgaard B           | Hobro IK              | 2-4      |
| Mejrup GU              | TRIF                  | 2-1      |
| Skødstrup SF           | Thisted FC            | 0-2      |

### Runde 2
| Hjemmehold | Udehold | Resultat |
| ---------- | ------- | -------- |
|            |         |          |
|            |         |          |
|            |         |          |
|            |         |          |
|            |         |          |
|            |         |          |
|            |         |          |
|            |         |          |
|            |         |          |
|            |         |          |
|            |         |          |
|            |         |          |
|            |         |          |
|            |         |          |
|            |         |          |
|            |         |          |
|            |         |          |
|            |         |          |
|            |         |          |
|            |         |          |
|            |         |          |
|            |         |          |
|            |         |          |
|            |         |          |
|            |         |          |

### Runde 3
| Hjemmehold | Udehold | Resultat | Spillested hvis ikke hjemmeholds bane |
| ---------- | ------- | -------- | ------------------------------------- |
|            |         |          |                                       |
|            |         |          |                                       |
|            |         |          |                                       |
|            |         |          |                                       |
|            |         |          |                                       |
|            |         |          |                                       |
|            |         |          |                                       |
|            |         |          |                                       |
|            |         |          |                                       |
|            |         |          |                                       |
|            |         |          |                                       |
|            |         |          |                                       |
|            |         |          |                                       |
|            |         |          |                                       |
|            |         |          |                                       |
|            |         |          |                                       |

### Ottendedelsfinaler
| Hjemmehold | Udehold | Resultat | Spillested hvis ikke hjemmeholds bane |
| ---------- | ------- | -------- | ------------------------------------- |
|            |         |          |                                       |
|            |         |          |                                       |
|            |         |          |                                       |
|            |         |          |                                       |
|            |         |          |                                       |
|            |         |          |                                       |
|            |         |          |                                       |
|            |         |          |                                       |

### Kvartfinalerne
| Hold med hjemmebane i 1. kamp | Hold med hjemmebane i 2. kamp | Resultat 1. kamp | Resultat 2. kamp | Samlet resultat |
| ----------------------------- | ----------------------------- | ---------------- | ---------------- | --------------- |
|                               |                               |                  |                  |                 |
|                               |                               |                  |                  |                 |
|                               |                               |                  |                  |                 |
|                               |                               |                  |                  |                 |

### Semifinalerne
| Hold med hjemmebane i 1. kamp | Hold med hjemmebane i 2. kamp | Resultat 1. kamp | Resultat 2. kamp | Samlet resultat |
| ----------------------------- | ----------------------------- | ---------------- | ---------------- | --------------- |
|                               |                               |                  |                  |                 |
|                               |                               |                  |                  |                 |

### Finalen
| Hjemmehold | Udehold | Resultat | Spillested |
| ---------- | ------- | -------- | ---------- |
|            |         |          | Parken     |